# Christiane Schmuckle-Mollard
Christiane Schmuckle-Mollard, quelquefois noté Schmückle-Mollard, née le 8 août 1946 à Chambéry, est une architecte française, architecte en chef des monuments historiques.

## Biographie
Christiane Schmuckle-Mollard est né en 1946 à Chambéry. Ayant obtenu le diplôme d'architecte DPLG en 1970, elle exerce une activité libérale, à Bruxelles et à Munich, entre 1970 et 1977. Elle reprend ensuite des études et devient urbaniste diplômée de l'université de Munich en 1977, puis architecte du patrimoine, diplômée de l'École de Chaillot, l'ancien Centre d'études supérieures d'histoire et de conservation des monuments anciens, en 1979.
Elle réussit ensuite le concours de recrutement d'architecte en chef des Monuments historiques, ce qui lui permet en 1982 d'être la première femme à  accéder à la fonction d'architecte en chef des monuments historiques. Dans cette fonction, qu'elle occupe jusqu'en 2012,, elle intervient dans la restauration de monuments historiques, notamment la cathédrale de Strasbourg, le château de Sucy et le palais de justice de Montpellier,. 
En parallèle de son activité d'architecte, elle devient membre du conseil de l'Académie d'architecture, membre fondateur du Comité scientifique international de l'ICOMOS sur les Structures (ISCARSAH) et de celui sur le Patrimoine du XXe siècle (ISC 20 C), membre du Conseil d'ICOMOS France.
Les travaux de Christiane Schmuckle-Mollard lui confèrent une autorité dans le domaine de la réutilisation et de la reconversion des édifices, dans l’intégration de techniques de l'architecture contemporaine dans les monuments historiques, et dans la restauration des édifices du début du XXe siècle. Ainsi, elle dirige la rénovation du collège Karl-Marx de Villejuif, construit en 1933 par André Lurçat.
En 2019, elle fait part de ses réserves quant au calendrier imposé pour la reconstruction de la cathédrale Notre-Dame de Paris. L'année suivante, elle se prononce contre la politique d'urbanisme de Paris qui privilégie les bureaux aux logements.

## Distinctions
- 2002 :  Chevalière de l'ordre des Arts et des Lettres.
- 2008 :  Chevalière de la Légion d'honneur[10].
- 2018 : Prix Knoll Modernism[11].

## Autres sources et liens externes
- Site officiel
- Ressource relative aux beaux-arts :   - Union List of Artist Names
- Ressource relative à la recherche :   - Persée
- Notice dans un dictionnaire ou une encyclopédie généraliste :   - Dictionnaire universel des créatrices
- Notices d'autorité :   - VIAF
  - ISNI
  - BnF (données)
  - IdRef
  - LCCN
  - GND
  - Israël
  - NUKAT
  - Norvège
  - WorldCat
- Notice biographique, Who's Who in France, édition 2009, 2008.